# مصطفى مشهور
مصطفى مشهور (15 سبتمبر 1921 - 2002) المرشد الخامس للإخوان المسلمين وأحد منظريها ومفكريها.

## حياته
ولد في قرية السعديين التابعة لمركز منيا القمح محافظة الشرقية. دخل كتاب القرية مدة سنتين، ثم التحق بالدراسة الأولية بالقرية، والتحق بالمدرسة الابتدائية بمنيا القمح، ثم المدرسة الثانوية بالزقازيق، ومكث بالزقازيق سنتين الأول الثانوي، والثاني، ثم انتقل إلى القاهرة فأكمل بها المرحلة الثانوية، ثم التحق بالجامعة بكلية العلوم، ثم تخرج فيها سنة 1942م. تعرف على الإخوان المسلمين سنة 1936م.
بعد تخرجه، عين في الأرصاد الجوية بوظيفة «متنبئ جوي»، ونقل إلى الإسكندرية؛ ليقضي سنة تحت التمرين، ثم عاد إلى القاهرة لممارسة عمله كمتنبئ جوى. في يونيو 1954م أبعد عن العمل إلى مرسى مطروح، واعتقل من مرسى مطروح، وأحضر إلى السجن الحربي. حكم عليه بعشر سنوات أشغال شاقة، ثم نقل إلى ليمان طرة، ومنه إلى سجن الواحات.
اعتقل مرة أخرى سنة 1965م؛ حتى أفرج عنه في عهد الرئيس السادات تولى مهام المرشد العام للإخوان المسلمين بعد وفاة محمد حامد أبو النصر سنة 1996م.

## التعرف على الإخوان
عندما انتقل إلى القاهرة كي يتم دراسته الثانوية، كان يصلي في مسجد الحي الذي يقطن فيه، فرأى أحد المصلين يوزع مجلة تسمى «التعارف»، وسمعه يعلن عن درس في الحي، ويدعو إلى حضوره، فحضر، وسمع أحد الإخوان يتحدث عن الإسلام، فأعجبه حديثه، فحرص على حضوره.
في نفس المسجد أعلن المتحدث أن البنا سيعطي درسًا يوم الثلاثاء في الحلمية، فحضر وأعجب بحديث البنا أيما إعجاب، وحرص على المداومة عليه، وارتبط بالإخوان مذ عام 1936 وبايعهم على الالتزام بدعوة الإخوان.

## مشهور وشهادته على الخلاف بين الإخوان وثورة 23 يوليو
ظهر على عبد الناصر أنه أراد أن ينفرد بالحكم، فبدأ بالتخلص من محمد نجيب، لأنه يتفوق عليه في الرتبة، وبالتخلص من الإخوان، فحدثت اعتقالات لهم فثار سلاح الفرسان، وأفرج عن الإخوان، وذهبوا إلى المرشد العام للإخوان المسلمين في ذلك الوقت حسن الهضيبي واعتذروا له عن الذي حدث. حدثت أزمة بين الإخوان، والثورة، وبدأت الاعتقالات، وحُلت جماعة الإخوان في يناير 1954م.
في سنة 1954م وقع حادث المنشية وأتهمهم عبد الناصر بتدبير هذا الحادث وحاكم ستة من الإخوان، وحكم عليهم بالإعدام وهم «عبد القادر عودة، والشيخ محمد فرغلي، ويوسف طلعت، وإبراهيم الطيب، وهنداوي دوير، ومحمود عبد اللطيف».

## مشهور في السجن
في يونيو 1954م أبعد عن العمل المهني إلى مرسى مطروح، واعتقل في مرسي مطروح علي خلفية قضية المنشية وأودع السجن الحربي في عام 1955، اعتقل عام 1948 في قضية عرفت باسم قضية السيارة الجيب وحكم عليه بثلاث سنوات وأتمها كاملة في السجن. في يوليو 1965م، أصدر جمال عبد الناصر مرسومًا باعتقال كل من سبق اعتقاله، ومكث في السجن، حتى مات عبد الناصر، وأطلق السادات سراحه مع باقي معتقلي الاخوان.

## شهادته في موضوع مذبحة طره
يقول مصطفى مشهور: "في سنة 1957م كان عبد الناصر يخطط لخلع الملك حسين عن طريق الضباط الإخوان في الأردن، فكشفوا هذا المخطط، وأفشلوه فاغتاظ منهم، وأراد أن ينتقم منهم، ومن الإخوان المسجونين في طرة، ففي طرة كان السجناء يخرجون إلى الجبل، لتكسير الحجارة، ثم يعودون، والمريض منهم يأخذ تصريحاً طبياً، كيلا يخرج إلى الجبل.
ذات يوم صدر الأمر بخروج جميع السجناء إلى الجبل، السليم منهم والمريض، فاستغرب الإخوان هذا الأمر، وشكوا في أسبابه، فلم يخرجوا. كان رد إدارة السجن أن مجموعة من الجنود يحملون الرشاشات، دخلوا على الإخوان في الزنازين والعنابر، وصوبوا الرشاشات نحوهم بعشاوئية همجية، فسقط منهم واحد وعشرون قتيلا، وسميت «مذبحة طرة».

## مؤلفاته
- الجهاد هو السبيل
- تساؤلات على طريق الدعوة
- مناجاة على الطريق
- مقومات رجل العقيدة على طريق الدعوة
- وحدة العمل الإسلامي في القطر الواحد
- زاد على الطريق
- القدوة على طريق الدعوة
- الدعوة الفردية
- الحياة في محراب الصلاة
- الإسلام هو الحل
- من فقه الدعوة 1 - 2
- القائد القدوة الإيمان ومتطلباته
- بين الربانية والمادية
- قضايا أساسية على طريق الدعوة
- التيار الإسلامي ودوره في البناء
- قضية الظلم في ضوء الكتاب والسنة
- طرق الدعوة بين الأصالة والانحراف
- من التيار الإسلامي إلى شعب مصر

## فيديو
- أ/ مصطفى مشهور المرشد العام للإخوان المسلمين وكلمة لرابطة الشباب المسلم بأمريكا
- كلمه نادرة أ/ مصطفى مشهور بعد رحلة علاج بفرنسا